# Irlanda en los Juegos Olímpicos de Melbourne 1956
Irlanda estuvo representada en los Juegos Olímpicos de Melbourne 1956 por un total de 18 deportistas que compitieron en 5 deportes.  
El portador de la bandera en la ceremonia de apertura fue el boxeador Anthony Byrne.

## Medallistas
El equipo olímpico irlandés obtuvo las siguientes medallas:
| Nombre           | Deporte   | Competición      |
| ---------------- | --------- | ---------------- |
| Oro              |           |                  |
| Ronald Delany    | Atletismo | 1500 m M         |
| Plata            |           |                  |
| Frederick Tiedt  | Boxeo     | Wélter (69 kg) M |
| Bronce           |           |                  |
| John Caldwell    | Boxeo     | Mosca (51 kg) M  |
| Frederick Gilroy | Boxeo     | Gallo (54 kg) M  |
| Anthony Byrne    | Boxeo     | Ligero (60 kg) M |